# 南島浦デジタルテレビ中継局
南島浦デジタルテレビ中継局（みなみしまうらデジタルテレビちゅうけいきょく）は、宮崎県延岡市にあるデジタルテレビ中継局である。

## 概要
延岡市島浦町の南部地域を放送区域としている。

## 放送設備

### 所在地
- 宮崎県延岡市島浦町（白浜地区）

### 地上デジタルテレビ放送
| ID | 放送局名      | 放送局名      | 物理チャンネル | 空中線電力 | ERP  | 放送対象地域 | 放送区域内世帯数 |
| -- | ------------- | ------------- | -------------- | ---------- | ---- | ------------ | ---------------- |
| 1  | NHK宮崎       | 総合          | 20ch           | 10mW       | 46mW | 宮崎県       | 209世帯          |
| 2  | NHK宮崎       | Eテレ         | 19ch           | 10mW       | 46mW | 全国         | 209世帯          |
| 3  | UMKテレビ宮崎 | UMKテレビ宮崎 | 28ch           | 10mW       | 46mW | 宮崎県       | 209世帯          |
| 6  | MRT宮崎放送   | MRT宮崎放送   | 27ch           | 10mW       | 46mW | 宮崎県       | 209世帯          |

#### 補足
- 2010年9月30日予備免許交付、同10月19日試験放送開始、同11月15日本放送開始[2]。
- 実効輻射電力（ERP）：NHK総合・Eテレ、UMKテレビ宮崎、MRT宮崎放送ともに46mWである[3][4][5][6]。